# サブマリン (ナムコ)
『サブマリン』（Submarine）は、1979年にナムコ（後のバンダイナムコアミューズメント）により開発・発売された、エレメカ式アーケードゲーム。

## フィーチャー（ルール・演出）
コインを投入すると潜望鏡に照準が投影される。潜望鏡を左右に移動し、右手にある発射ボタンを押すと、魚雷（の軌跡）が発射される。フィールド上を左右する敵の軍艦に命中すると轟音・閃光とともに軍艦が沈み、遠くに位置する軍艦ほど高得点となる。特に一番奥に位置する軍艦は、小さく見え高速に移動しているので当てにくいが、命中すれば長時間の派手な演出とともに、もっとも高い得点が入る。撃たれた軍艦はしばらく沈んでいるが、時間がたつと再度現れる。ゲームは制限時間が来ると終了するが、一定得点により時間が延長される。

## 概要
潜水艦から軍艦を撃つゲームは、セガ（後のセガ・インタラクティブ）のエレメカ『ペリスコープ』、バリー＝ミッドウェイ（後のミッドウェイゲームズ）の初期のテレビゲーム『シーウルフ』などが存在。古くからの定番ゲームであった。
エレメカというとテレビゲームより前の時代が主役だったため、コンピュータゲームと比べ古くさい表現というイメージがある。だがこのゲームは当時すでに『スペースインベーダー』『ギャラクシアン』などのヒットにより、アーケードの主役がコンピュータゲームに移行していた中、エレメカならではの独特な表現力と、コンピュータゲームで進化しつあった電子技術を併用、美しいゲームフィールドを作り出し、当時の人気ゲームの一つとしての地位を保った。
- 数値表示

かつてのエレメカではドラム表示・ランプ・アナログメーターなどを使用していたが、本作は赤色八進LEDによる。
- 魚雷

軌跡はライトで照らしている。このため潜望鏡を動かすと、ライトを動かすためのモーター音が聞こえる。
- 命中の閃光

近-中距離の軍艦は照明を使って一瞬明るくなる。かつて2005年末から2006年上旬まで、長野県・軽井沢駅近くで展示された「懐ゲー・アカデミー」では、このゲームのエレメカ構造を解説したビデオが上映されていた。それによると遠距離の軍艦の閃光については、オレンジ色の半透明プラスチックによってコンタクトレンズのような形状を作っておき、中途半端に水を入れ、命中時はそれを揺らしながら光を当て、オレンジ色の火のゆらぎを表現していたと説明されていた。

## 関連作品
- サブマリンズ

1999年にロケテストが行われたが発売中止となったリメイク作品。エレメカではなく、拡大レンズ付小型ディスプレイを搭載した潜望鏡型インターフェースを覗き込むビデオゲームとなっている。
- 魚雷の航跡 サブマリンアタック

2004年にボーダフォンライブ!向けに配信された。

## その他
- フィールドの端にも船が見えるが、これは飾りなので撃つことは出来ない。
- エレメカである関係上機器の精度が狂うと、軍艦に命中したのに沈まない、何もない所に魚雷が行ったのに命中したなど、一種のバグが発生する。